# Saint-Hilaire-de-Clisson
Saint-Hilaire-de-Clisson település Franciaországban, Loire-Atlantique megyében. Lakosainak száma 2405 fő (2022. január 1.). Saint-Hilaire-de-Clisson Clisson, Gorges, Remouillé, Saint-Lumine-de-Clisson, Montaigu-Vendée és Cugand-la-Bernardière községekkel határos.

## Népesség
A település népessége az elmúlt években az alábbi módon változott:
| Lakosok száma | 991  | 1173 | 1334 | 1773 | 2141 | 2222 | 2285 | 2320 | 2325 | 2405 |
|               | 1968 | 1982 | 1990 | 2006 | 2013 | 2015 | 2017 | 2019 | 2020 | 2022 |